# Arnarstapi
Arnarstapi est une localité islandaise dotée d'un port de pêche et située à l'ouest de l'île, dans la péninsule de Snæfellsnes, sur sa côte méridionale.

## Géographie
Le port est situé au milieu de falaises où un grand nombre de mouettes tridactyles viennent nicher. Le village est bordé de pelouses qui sont une zone de nidification pour de nombreuses sternes arctiques.

## Toponymie
Le nom de la ville est inspiré par la saga de Bardar et Snæfellsáss, une saga islandaise concernant l'histoire de Bárður, un demi-humain et demi-ogre.

## Histoire
Arnarstapi est un site naturel idéal pour les accostages de petits bateaux, et donc idéal pour un port d'expédition. Dans les temps anciens, Arnarstapi était donc très tôt, un port de pêche et un centre de commerce desservant la région de la côte Ouest pendant la période de domination de la couronne danoise et du monopole danois sur le commerce, qui était en vigueur à partir de 1565. À partir de là et pendant les XVIIe et XVIIIe siècles, les agents de la couronne danoise avaient un pouvoir considérable dans la ville ,ils collectaient les taxes sur le commerce au nom de la couronne du Danemark, ainsi que les taxes foncières sur les terres avoisinantes. D'autre part, il y a de nombreuses maisons et battisses très anciennes à valeur historique, telle que l'ancienne résidence du Préfet danois(1774-1787) - elle a été déclarée site historique en 1990. Le préfet danois Bjarni Thorsteinsson (1821-1849) y a résidé, dont le fils Steingrímur Thorsteinsson était un célèbre poète et écrivain.

## Administration
La ville fait partie de la municipalité de Snæfellsbær, de la région de Vesturland et de la circonscription électorale de Norðvesturkjördæmi.

## Démographie
La ville est très peu peuplée : seule une cinquantaine de personnes y résident.

## Économie
L'économie de la ville est axée sur la pêche et le tourisme.
À partir de 1933, l'ère des chalutiers a commencé, on a construit un port en dur. Un pont de ponton en béton a été construit en 1944 et en même temps, une route reliant le port à la ville et au réseau routier islandais en général a été construite.
Aujourd'hui, la région abrite quelques fermes ; en été, le tourisme est très important dans cette ville. Il y a de nombreuses résidences secondaires dans cette ville, il y a aussi des restaurants culinaires.

## Transport
La ville est desservie par la route islandaise N574.

## Patrimoine naturel et architectural
|  |  |

## Arnarstapi dans la fiction
- Dans le roman Voyage au centre de la Terre de Jules Verne, le professeur Lidenbrock, Axel et leur guide Hans font étape à Arnarstapi[1]. L'écrivain ne s'y est cependant jamais rendu lui-même.
- La nouvelle Arnarstapi, dans le recueil Mission Alice paru en 2004, se déroule dans le village.